# Elattoneura pasquinii
Elattoneura pasquinii là một loài chuồn chuồn kim thuộc họ Protoneuridae. Đây là loài đặc hữu của Ethiopia. Môi trường sống tự nhiên của chúng là sông ngòi.